# Blanzac-lès-Matha
Blanzac-lès-Matha település Franciaországban, Charente-Maritime megyében. Lakosainak száma 330 fő (2022. január 1.). Blanzac-lès-Matha Aujac, Aumagne, Bagnizeau, La Brousse, Courcerac és Matha községekkel határos.

## Népesség
A település népességének változása:
| Lakosok száma | 263  | 268  | 308  | 322  | 341  | 341  | 328  | 321  | 321  | 330  |
|               | 1968 | 1982 | 1990 | 2006 | 2013 | 2015 | 2017 | 2019 | 2020 | 2022 |